# Moregallo
Il Moregallo (1 276 m s.l.m.) è una montagna del Triangolo Lariano, del quale costituisce l'estremo vertice orientale.

## Descrizione
Si trova in provincia di Lecco, sul confine tra il comune di Valmadrera, a sud, e quello di Mandello del Lario, a nord. È una montagna massiccia e dirupata. Dai dolci prati della cima scendono tre creste principali: la breve cresta sud-ovest, che collega il Moregallo ai Corni di Canzo, e le creste est e nord che si tuffano nel lago di Lecco. I tre versanti da esse formati sono assai diversi: quello settentrionale è prevalentemente boscoso; quello meridionale, che domina Valmadrera, è movimentato nella parte superiore da stratificazioni rocciose verticali che formano numerose creste e speroni; quello orientale, il più selvaggio e imponente, precipita nel lago con canaloni e alte pareti verticali.
Su un ripiano della cresta est si trova il Sasso di Preguda, un grande masso erratico di granito proveniente dalla val Masino.

## Escursioni
Sebbene il Moregallo sia oggi molto frequentato bisogna tenere presente che è caratterizzato da una storia escursionistica molto recente. Nella Guida alle Prealpi Lombarde realizzata da Silvio Saglio nel 1957 per il Touring Club Italiano (TCI) e per il CAI Milano, compariva infatti solo un unico itinerario noto per la vetta: quello in cresta dalla Bocchetta delle Moregge. Fatta quindi eccezione per l'itinerario che portava alla chiesetta di San Isidoro posta sul Sasso di Preguda, già noto ai tempi dell'abate Antonio Stoppani, non vi erano altri sentieri di rilievo. Questo probabilmente sia per l'elevato dislivello da affrontare sia per le difficoltà morfologiche di questa montagna con importanti componenti rocciose: ancora oggi, nonostante vi sia una grande attenzione e cura per i sentieri sul Versante Sud, esiste un unico sentiero ufficiale - il 50º OSA - lungo tutto il settore Est (che si innalza per 4 km lungo il lago) e praticamente nessuno attraverso il versante Nord e la Valle delle Moregge.
Tra gli anni 1980 e 1990 le associazione sportive valmadresi hanno tracciato sul versante sud diversi itinerari di salita, sia escursionistici sia alpinistici. Quelli escursionistici sono prevalentemente di tipo EE - (Escursionisti Esperti) perché, nonostante siano ben segnati e facilmente identificabili, affrontano dislivelli importanti e hanno passaggi tecnici non banali, in cui è necessario aiutarsi con le mani o avere passo saldo per superare in sicurezza ripidi tratti esposti (soprattutto in discesa). In alcuni itinerari, come il Canalone Belasa o la Cresta Ovest, sono presenti brevi tratti di catena che possono risultare ostici.
Salendo al Moregallo durante i periodi estivi bisogna tenere ben presente la bassa quota e l'esposizione a sud: in assenza di vento il sole, la roccia e la vegetazione possono rendere la temperatura particolarmente opprimente. Bisogna inoltre ricordare che esistono solo due fontanili a cui rifornirsi: la sorgente di Sambrosera, sul versante sud a quota 750 m, e la sorgente della Fontana Sezione Femminile OSA sul versante Est, a circa 1.150 m (acqua non sempre presente).

### Versante Sud[1]
- Cresta Est - sentiero EE che dalla chiesetta di Preguda risale il crinale Est raggiungendo dapprima l'anticima del Moregallo alla Selletta degli Orfani e quindi la Cima vera e propria superata la Bocchetta di Sambrosera. Uno sviluppo e un dislivello importante ma un coefficiente tecnico abbastanza contenuto oltre a un panorama molto appagante rendono questa linea di salita quella relativamente più accessibile e frequentata.
- Sentiero Paolo e Eliana - sentiero EE che dapprima risale alla Forcellina per poi raggiungere il sentiero della Cresta Est poco prima della Selletta degli Orfani.
- Sentiero della Valle Due Pile - sentiero EE che dalla sorgente di Sambrosera risale all'omonima bocchetta di Sambrosera ricollegandosi al sentiero della Cresta Est. Salita non di particolare fascino escursionistico, utilizzata soprattutto dagli scalatori per accedere alla Crestina OSA, itinerario alpinistico tra i più accessibili e noti dell'intero gruppo.
- Canalone Belasa - sentiero EE attrezzato con catene lungo l'omonimo canale (salita impegnativa con tratti quasi verticali su roccia in un canale obbligato, assolutamente sconsigliato in caso di maltempo).
- Cresta Ovest - sentiero EE che dalla Bocchetta di Moregge risale le creste e raggiunge la cima. È l'itinerario più utilizzato provenendo dai Corni di Canzo e dal Rifugio SEV ma è caratterizzato da alcuni passaggi impegnativi - spesso più psicologicamente che tecnicamente - che hanno spesso creato significative difficoltà agli escursionisti meno preparati.

### Versante Est[1]
- Sentiero 50º OSA - sentiero EE che dalle sponde del lago - località Moregallo comune Mandello del Lario - si innalza sotto l'imponente Parete Nord, aggirandola e rimontando verso il Corno di Braga e congiungendosi alla Cresta Est all'altezza della Bocchetta di Sambrosera. Questo è l'unico itinerario ufficiale in 4 km di versante, è quindi una salita con un dislivello superiore ai mille metri in un ambiente particolarmente isolato. La traccia è ben visibile ma un escursionista poco esperto può trovarsi in difficoltà laddove l'erba alta o il fogliame possano rendere poco intuibile la linea da seguire. In particolare è facile incontrare difficoltà di orientamento nella zona del Roccolo o poco prima della Fontana Sezione Femminile OSA. Le gallerie che collegano Parè con la località di partenza del sentiero (Rapanui/Moregallo) non sono pedonabili e pertanto non è possibile, senza almeno due mezzi di trasporto, chiudere un anello scendendo lungo il versante Sud.

### Versante Nord - Valle delle Moregge[1]
- Non ci sono sentieri ufficiali lungo questo ampio versante che è spesso considerato uno dei più selvaggi del territorio lecchese. Vi sono due vecchie tracce oggi in stato di abbandono e sconsigliabili. Va rimarcato soprattutto che vi è scarsa quando non assente copertura della rete GSM (niente cellulare) e che la parte finale della valle è caratterizzata da orridi e forre molto alti e impegnativi. In passato sono stati numerosi gli interventi del Soccorso Alpino per recuperare gli escursionisti che, dalla frazione Oneda di Valbrona, si sono addentrati verso il torrente